# Fiberfab Valkyrie
Der Fiberfab Valkyrie (dt.: Walküre) war ein Sportwagen, der zwischen 1967 und 1969 von der Fiberfab Inc. gebaut wurde.

## Beschreibung
Der Valkyrie war ein zweitüriges Coupé mit zwei Sitzplätzen. Der Wagen hatte einen Leiterrahmen, auf dem eine GFK-Karosserie aufgebaut war. Hinten eingebaut war ein getunter, obengesteuerter Chevrolet-V8-Motor mit einem Hubraum von 6997 cm³, der eine Leistung von 459 bhp (337,5 kW) abgab. Der Wagen beschleunigte in 3,9 s von 0–100 km/h und erreichte eine Höchstgeschwindigkeit von über 290 km/h.
Für US$ 12.500,– war dieser Sportwagen erhältlich.